# سالن فورد
سالن فورد (به انگلیسی: Ford hall) ساختمانی چهار طبقه در دانشگاه ویلامیت در سالم در ایالت اورگان است. ساخت ساختمان‌های کلاس‌های درس ایالت اورگان در سال ۲۰۰۹، انجام شده و ساختمان شامل کلاس‌های درس، دفاتر و آزمایشگاه‌ها از چندین رشته از کالج علوم انسانی می‌باشد. ساختمان ۴۲۰۰۰ فوت مربع (۳۹۰۰ متر مربع) به ارزش ۱۶ میلیون دلار، رتبه اول در طراحی محیط زیست و انرژی، لید، و گواهینامه طلایی برای سازگار بودن ویژگیهای آن با محیط زیست را به دست‌آورد. سالن فورد که به افتخار Hallie Ford، کسی که ۸ میلیون دلار اهدایی را برای ساخت و ساز این ساختمان داده بود، بدین اسم نامگذاری شد.

## تاریخچه
برنامه ریزی برای یک ساختمان دانشگاهی جدید در محوطه دانشگاهی ویلامیت در اوایل ژانویه ۲۰۰۶، زمانی که دانشگاه امیدوار به ساخت آن با هزینه ۸ تا ۱۲ میلیون دلار بود، انجام شد. در اکتبر ۲۰۰۶، دانشگاه یک اهدایی به مبلغ ۸ میلیون دلار به منظور ساخت یک سالن دانشگاهی در محوطه دانشگاه، دریافت کرد. در آن زمان، این هدیه بزرگترین هدیه‌ای بود که تا به حال از یک فرد به یک مدرسه رسیده است، و دومین کمک مالی تاکنون بعد از کمک ۱۱ میلیون دلاری به وسیله دانشگاه بین‌المللی آمریکایی توکیو در سال ۲۰۰۳ برای ساخت محوطه همگانی کانکو بود. بعدها مشخص شد که Hallie Ford این کمک را کرده‌است و بعد از اتمام پروژه، ساختمان به نام او شد.
ساختمان جدید به هزینه ۱۶میلیون دلار و به مساحت ۴۶۰۰۰ فوت مربع (حدود ۱۴۰۰۰ متر مربع) تخمین زده می‌شد. و این ساختمان برای ۲۵ دانشکده طراحی شده‌است و در موارد خانه رسانه، علوم کامپیوتر، فصاحت و بلاغت و ریاضیات مورد استفاده می‌گیرد. انتظار می‌رود تا سال تحصیلی جدید ۲۰۰۹ به پایان برسد. سالن در کنار سالن Gatke در شمالی‌ترین نقطه محوطه دانشگاهی ساخته شده بود.
کار بر روی پروژه در دسامبر ۲۰۰۷ با قطع کردن درختان در محل ساخت وساز شروع شد. بعضی از درختان جابجا شدند، در حالیکه برخی دیگر در همان مکان برای استفاده مجدد در ساختمان جدید، دوباره کاشته شدند. Hennebery Eddy که یک معمار بود توسط ویلامت در سال ۲۰۰۷ برای طراحی ساختمان جدید به کار گرفته شده بود. مدرسه هافمن را به عنوان پیمانکار عمومی استخدام کرده بود و امیدوار بود که به مدرک لید و کسب گواهینامه طلایی برای ساختمان جدید برسد.
در حالیکه اصل برنامه‌ریزی روی ۴۶۰۰۰ فوت مربع (۴۳۰۰ متر مربع) بود. با شروع ساخت و ساز و طراحی نهایی، مساحت ساختمان به ۴۵۰۰۰ فوت مربع (۴۲۰۰ متر مربع) رسید. در طول ساخت و ساز، شورای منطقه‌ای شمال غربی اقیانوس آرام نجاران، در پی مناقشه با یکی از پیمانکاران فرعی ساختمان سالن فورد اعتصاب کرد. جنبه‌های پایداری ساختمان به زمین ویلامیت کمک کرد که در لیست مدرسه‌های باشگاه سیرا در سال ۲۰۰۹ قرار بگیرد. همانطور که پیش‌بینی می‌شد یک امتیاز طلایی لید را در همان سال کسب کرد.

## جزییات ساختمان

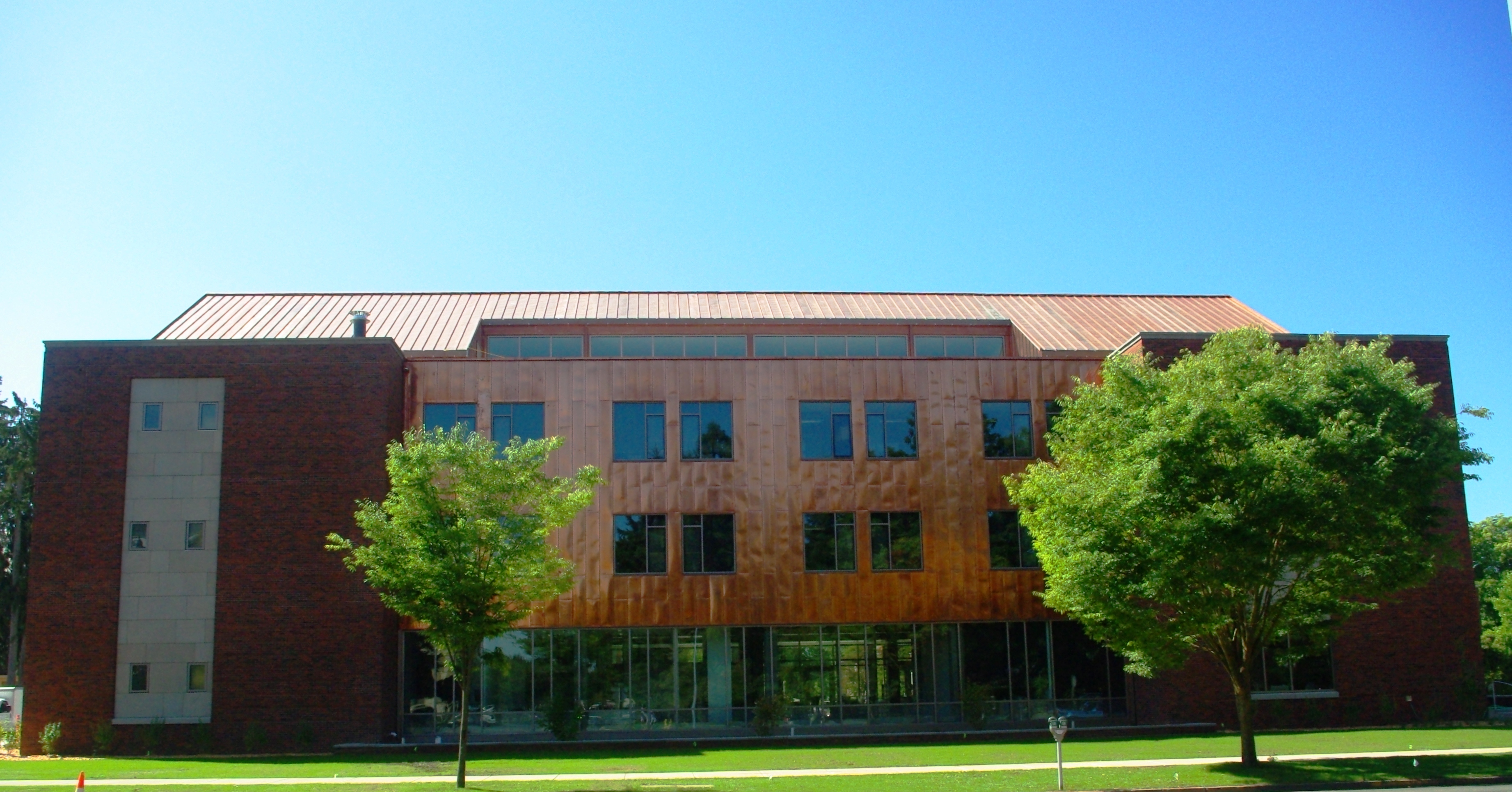
سالن فورد

قسمت شمالی سالن فورد که توسط معماران Hennebery Eddy طراحی شده‌است. ساختمان همجوار سالن Gatke است و سراسر خیابان دولت در کنگره ایالت اورگان می‌باشد. فورد اولین ساختمان نو آکادمیک در محوطه دانشگاهی از سال ۱۹۹۶، هنگامی که مرکز علوم اولین Oline کامل شده بود، بود. مقامات مدرسه امید داشتند که با استفاده از این پروژه، تعداد بیشتری دانش آموز به این قسمت محوطه دانشگاهی، که قبلاً تحت بهره‌برداری بود کشیده شود. همچنین به عنوان یک سمبل که دارای ویژگیهای سازگار با محیط زیست است برای ساختمان‌های جدید باشد.
امکانات این ساختمان سبز شامل آجر، مس، سنگ و دیگر مصالح ساختمانی است که همه دارای عمر زیاد هستند و مقاوم هستند.
آجر برای نمای خارجی و مس برای سقف استفاده می‌شود. سایر موارد شامل یک سیستم تهویه مطبوع، پانل‌های خورشیدی، استفاده از مواد بازیافتی در ساخت و ساز و همچنین به حداکثر رساندن استفاده از نور طبیعی در سرتاسر ساختمان است.
به‌طور کلی، مصرف انرژی ساختمان ۵۸ درصد کمتر از یک ساختمان مشابه است. در ۱۰ دسامبر ۲۰۰۹ از طرف شورای ساختمان سبز ایالات متحده آمریکا، مدرک طلایی لید به ساختمان داده شد.
سالن فورد، خانه‌ای از مخلوط برنامه‌های سراسری در بخش دانشکده علوم انسانی است. ساختمان دارای ۴ طبقه، با ۴۲۰۰۰ فوت زیربنا (۳۹۰۰ مترمربع)، با آجر نما کاری شده‌است و دارای بخش‌های مختلف از جمله فصاحت و بلاغت، علوم کامپیوتر، مطالعات فیلم، ریاضیات، هنرهای دیجیتال و دیگر بخش هاست. همچنین شامل استودیوهای ضبط صدا، اتاق نمایش فیلم و فضا برای اجرای برنامه‌ها در سطح زیر زمین است.
طبقه اول از سه سطح بالای سطح زمین شامل یک استودیوی هنری و گالری هنری است، در حالی که دو طبقه دیگر شامل آزمایشگاه‌ها، کلاس‌های درس و دفاتر اداری پرسنل است.
همچنین طبقه اول پذیرای دانش آموزان و برنامه‌های مدرسه‌ها است و در بخش‌های مختلف ساختمان تلاش شده بین دانش آموزان، دانشجویان و هیئت علمی همکاری‌های سازنده به وجود آید.